# Tina Seydel
Tina Seydel (* 1. November 1978 in Meerbusch) ist eine deutsche Schauspielerin.

## Leben und Karriere
Tina Seydel studierte für einige Semester Klarinette und Klavier, bevor sie von 1998 bis 2002 ihre Schauspielausbildung an der Arturo Schauspielschule Köln absolvierte und ihr Studium mit dem Diplom abschloss.
Danach arbeitete sie unter anderem am Theater Oberhausen, Düsseldorfer Schauspielhaus, Theater Aachen, Theater der Jugend Wien, Theater an der Kö, Theater der Keller oder für das Tourneetheater Landgraf.
Darüber hinaus steht sie seit 2001 für verschiedene Film- und Fernsehproduktionen vor der Kamera, u. a. im Hauptcast für die Comedy-Serien Spoons und Krügers Woche, für den Tatort, Pastewka, Marie Brand, Heldt, Soko Köln, Dunkelstadt oder die Satiresendung Kroymann und zuletzt in einer durchgehenden Rolle für die Serie Ohne Schnitzel geht es nicht mit Armin Rohde und Ludger Pistor. Außerdem ist sie als Dozentin für szenisches Spiel an der Kölner First Take Schauspielakademie tätig.

## Filmografie
- 2002: Nachts im Park (Kinofilm)
- 2002: Supercheesy (Kurzfilm)
- 2003: Die Sitte (Fernsehserie, Folge Diskretion garantiert)
- 2004: Heimat 3 – Chronik einer Zeitenwende (Fernsehsechsteiler)
- 2005: Freihändig (Kurzfilm)
- 2005: Pastewka (Fernsehserie, Staffel 1, Folge 8 Der Test)
- 2006: Das innere Auge (Kurzfilm)
- 2007: Krügers Woche (Fernsehserie, 13 Folgen)
- 2008: Spoons (Fernsehserie, 8 Folgen)
- 2008: Der zwölfte Mann ist eine Frau (Kurzfilm)
- 2009–2011: Comedystreet XXL (Fernsehserie, 14 Folgen)
- 2010: Tatort: Der Fluch der Mumie (Fernsehreihe)
- 2011: Tatort: Keine Polizei
- 2012: Countdown – Die Jagd beginnt (Fernsehserie, Folge Nutte Nr. 5)
- 2012: Danni Lowinski (Fernsehserie, Folge Ungeheuerlich)
- 2014: Add a Friend (Fernsehserie, 5 Folgen)
- 2014: Der Lehrer (Fernsehserie, Folge Wieder so ein fieser Vollmer-Trick)
- 2014: Marie Brand und das Mädchen im Ring (Fernsehreihe)
- 2014: Wilsberg – 90-60-90 (Fernsehreihe)
- 2016: Marie Brand und die Spur der Angst
- 2016: Helen Dorn: Gefahr im Verzug (Fernsehreihe)
- 2017: SOKO Köln (Fernsehserie, Folge Eingeschlossen)
- 2018: Heldt (Fernsehserie, Folge Holland in Not)
- 2018:  Kroymann (Satiresendung, 1 Folge)
- 2019: Die Läusemutter
- 2019: Dunkelstadt
- 2019: Postings (Kinofilm)
- 2020: Normalette Surprise (Kurzfilm)
- 2020: Binge reloaded (Amazon)
- 2020: Queens of Comedy (Fernsehserie)
- 2020: Der Lehrer
- 2022: Team Abdel, WDR
- 2022: Die Carolin Kebekus Show, ARD
- 2023: Da hilft nur beten!
- 2023: Der zweite Kurzschluss (Kurzfilm)
- 2025: Die Kinderschwindlerin (Fernsehfilm)

## Bühnenrollen
- Theater Oberhausen (2002), Titelrolle in: Pippi Langstrumpf (Regie: Franz Xaver Zach)
- Düsseldorfer Schauspielhaus (2002), König Ödipus (Regie: Tadashi Suzuki)
- Halle7 München (2003), Die Brücke (Regie: Claus Peter Seifert)
- Theater der Jugend Wien (2004), Helena in: Die Ilias (Regie: Zeno Stanek)
- Theater Aachen (2004), Anna in: Biedermann und die Brandstifter (Regie: Ali Abdullah)
- Landestheater Detmold (2005–2008)
  - Johanna in: Die Jungfrau von Orléans (Regie: Marcus Everding)
  - Prinzessin Leonida in: Triumph der Liebe (Regie: Malte Kreutzfeld)
  - Clockwork Orange (Regie: Peter Lüder)
  - Liddy in: Scherz, Satire, Ironie und tiefere Bedeutung (Regie: Marcus Everding)
  - Der 12. Mann ist eine Frau (Regie: Dirk Böhling)
  - Ritzen (Einpersonenstück, Regie: Ulrike Hatzer)
  - Cecily in: Bunbury (Regie: Marcus Everding)
  - Kreusa in: Medea (Regie: Matthias Straub)
  - Tormentina Superstar in: Die Goldberg-Variationen (Regie: Kay Metzger)
  - Bandscheibenvorfall (Regie: Oleg Mirzac)
  - Die Zwölf Geschworenen (Regie: Oliver Haffner)
  - Das Sofa (Regie: Oleg Mirzac)
  - Lena in: Leonce und Lena (Regie: Martin Pfaff)
  - Charis in: Amphitryon (Regie: Oliver Haffner)
  - Fasten Seat Belts oder Viel Glück zum Alltag! (Regie: Robert Klatt)
  - Hau’ den Hermann! (Improvisationstheater, Regie: Roland Trescher)

2014–2020
- - Theater an der Kö
  - Tourneetheater Landgraf
  - Komödie Frankfurt
  - Fritz-Remond-Theater Frankfurt